# Сербедари

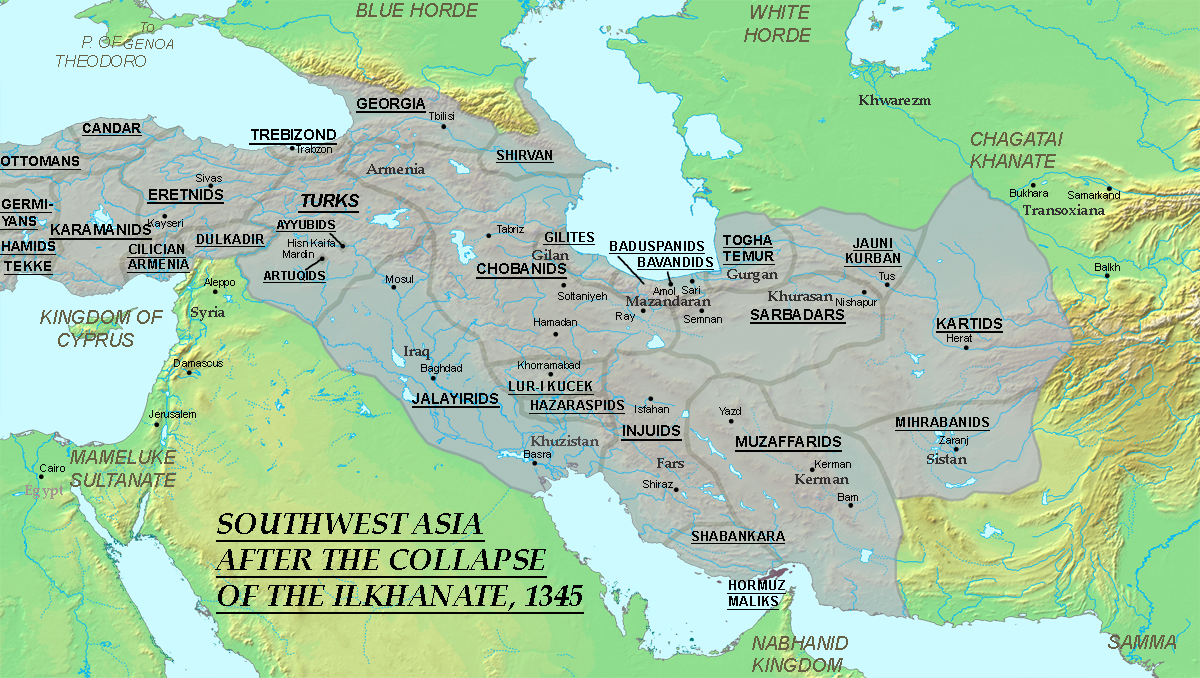
Держава Сербедарів на мапі середньовічного Ірану

36°31′09″ пн. ш. 56°44′40″ сх. д. / 36.5191667° пн. ш. 56.7444444° сх. д.
Сербедари (перс. سربداران) — народний рух XIV століття в державі Ільханів і Чагатайському улусі.

## Історія
Рух став наслідком проповідей дервіша шейха Халіфе, вчителя з Мазендерана, та його учня Хасана Джурі. Після вбивства сунітами вчителя та ув'язнення його учня 1335 року спалахнув рух сербедарів.
До 1337 утворилась держава Сербедарів, що існувала до 1381. Правитель тієї держави обирався на зборах. Ним міг стати будь-який громадянин незалежно від його матеріальних статків. Від 1337 до 1344 року Сербедари розбили три ополчення монголо-тюркської знаті, звільнивши Нішапур і західний Хорасан.
У 1353 вбивство сербедарами ільхана Тука-Тимура фактично призвело до розпаду держави Хулагуїдів, утворення держави Джелаїридів і низки інших іранських держав.
У 1381 Тимур, будучи вже правителем держави зі столицею в Самарканді, захопив Себзевар, і держава Сербедарів припинила своє існування. Частина Сербедарів перейшла на бік Тимура.
У 1383 Тимур знову жорстоко придушив повстання сербедарів у Себзеварі.
У 1405 нове повстання в Себзеварі придушено зі значними труднощами.